# 아불카심 라후티
아불카심 라후티(타지크어: Абулқосим Лоҳутӣ 아불코심 로후티, 페르시아어: ابوالقاسم لاهوتی, 러시아어: Абулькаси́м Ахмедзаде́ Лахути́ 아불카심 아흐메드자데 라후티[*], 1887년 10월 12일 ~ 1957년 3월 16일)는 이란의 소설가로, 이란에서 정치활동을 하기도 했다. 타지키스탄에서 사회주의 문학가로서 활동하기도 했다.

## 일생
1887년 케르만샤에서 태어났다. 본명은 미르자 아흐마드 엘하미였다. 그가 일생에서 최초로 쓴 시는 18세 때 캘커타에서 발행되었는데, 그 이름이 바로 하발 알 마텐이었다.
그는 곧 사타르 칸으로부터 훈장을 받았다.
초기에는 학교에서 목사로 활동했지만, 후에는 불가리아로 이주하여 이슬람 문학가로서 활동하였다. 훗날 이란으로 돌아와서 군대에 입대하였고, 우두머리로 졸업하였다.
쿰에서 살인죄로 기소되었으나, 터키로 망명하였다. 그러나 모하마드 히아바니에 의해 귀환하였고, 마무드 칸 풀라데 세력을 누르다가 실패하여 바쿠로 망명하였다.
나히체반에 살면서, 그는 공산주의에 관심을 갖게 되었다. 그는 시실 바누라는 이름으로 러시아 시인과 결혼하였고, 이란에서 쿠데타를 일으켰다. 후에 그는 소련으로 이주하였다.
1925년부터 두샨베에 살게 되었고, 사드리딘 아이니와 함께 활동하였다. 그의 시는 타지크 소비에트 사회주의 공화국에서 큰 인기를 끌었다.
라후티는 타지크 소비에티커의 작사가이기도 하다. 라후티는 《카베의 대장장이》, 《크레믈린의 송가》, 《군중과 깃발》 등을 포함하여 많은 소설을 썼다. 1960년부터 1963년까지 그의 시는 6권이나 팔렸다.
1957년 3월 16일 모스크바에서 사망했다.